# Irina Medvedeva
Irina Alexandrovna Medvedeva (Russisch: Ирина Александровна Медведева, Wit-Russisch: Ірына Аляксандраўна Мядзведзева) (Babroejsk (Oblast Mogiljov), 14 augustus 1982) is een in de Wit-Russische Socialistische Sovjetrepubliek geboren Russisch actrice. Medvedeva studeerde in 1999 af aan de Wit-Russische Staatsacademie van Kunsten en debuteerde in de televisieserie Oeskorennaja pomosjt (1999). Ze werd vooral bekend om haar rollen in Dzhungli (2012), Tarif Novogodniy (2008) en Bolshaya rzhaka (2012).

## Privé
Van 2009 tot 2011 was Medvedeva gehuwd met de Wit-Russische zanger Roeslan Alechno. In juli 2018 huwde ze met de Franse zakenman Guillaume Bouché, van wie ze in juni 2019 in Parijs een zoon kreeg.

## Filmografie
- A New Life of Masha Solenova (2021)
- Enchanted Princess (2018)
- Priklyucheniya choknutogo professora (2017)
- Muzh schastlivoy zhenshchiny (2014)
- Otdam kotyat v khoroshie ruki (2012)
- Udacha naprokat (2012)
- Dzhungli (2012)
- Bolshaya rzhaka (2012)
- Uteshenie (2010)
- Tarif Novogodniy (2008)
- Agoniya strakha (2007)
- 6 kadrov (2006)
- Komanda (2004)